# Hôtel-Dieu de Mâcon
L'hôtel-Dieu de Mâcon est un ancien établissement hospitalier à Mâcon, en Saône-et-Loire, dans la région Bourgogne-Franche-Comté.

## Histoire
Conçu à l'extérieur des remparts de la ville par Jacques-Germain Soufflot et son élève Melchior Munet, sa construction débute en 1761. C'est au cours de celle-ci, en 1764, qu’a été découvert le trésor de Mâcon. L'inauguration a eu lieu en 1770.
Le 20 juillet 1964, il a été inscrit au titre des monuments historiques.

## Description
L'édifice s'étend sur 5 700 m2 et se distingue par son dôme dessiné par Soufflot et réalisé par ses élèves qui vont se tromper et lui donner une forme elliptique. Les prénoms des quatre prophètes Jérémie, Isaïe, Michée et David y sont inscrits. Au rez-de-chaussée se trouvaient neuf salles de malade alors qu'un puits d'aspiration des miasmes servant aussi de chapelle se trouvait au 1er étage.
L'ancien hôpital abrite une apothicairerie avec les boiseries d'époque Louis XV où une collection de faïences est présente.